# バレーボールモンテネグロ女子代表
バレーボールモンテネグロ女子代表は、バレーボールの国際大会で編成されるモンテネグロの女子バレーボールナショナルチームである。
2002年まではユーゴスラビアの一部とし、2002年 - 2006年までは、セルビア・モンテネグロの一部だったため、本項では2006年以降の成績を記す。
2006年に国際バレーボール連盟へ加盟。

## 過去の成績

### オリンピックの成績
- 出場なし

### 世界選手権の成績
- 2010年 - 欧州予選敗退

### 欧州選手権の成績
- 出場なし